# 守宝妖精
守宝妖精（Spriggan），或译作斯普利坎。是英国康沃尔郡的民间传说中的妖精，栖息在古城或遗迹里，主要负责守护古代财宝。有时会做其他妖精的保镖，平时样貌是矮小老头，但是能改变身体大小。有时会偷东西或恶作剧，还有些会偷人类小孩。它们被描述成极其丑恶，喜欢出没在古遗迹或是古坟堆附近保卫那里埋藏的财宝，并能变得巨大化吓退盗宝者。同時也會偷換人類出生六個月內的小孩，被偷換的小孩會變得又老又醜，稱為「換子」(changeling)。

## 文化
- 日本漫画：

皆川亮二的《遗迹守护者》（轰天高校生）以此命名。
真島浩的《FAIRY TAIL》瑟雷夫的另一個身分「斯普利玵」與此同名。
- 日本遊戲：

《聖劍傳說3 瑪娜試煉》中，為男主角之一霍克艾新增的四階光屬性職業的命名
英雄傳說 黎之軌跡中，男主角地下萬事屋的名字。
《超時空之鑰次元之旅》中，男主角失去記憶，外型變成山貓之後，在異空間遇到的第一位夥伴。其攻擊方式是變形成敵人的樣貌，並使用敵人的技能。
- 日本輕小說：
- 動畫：

戰鬥陀螺 爆烈世代中由紅修操控的陀螺
獵獸神兵中第二十六號部隊「擬神兵部隊」的隊員丹尼爾／達尼，擬神兵型態為「財寶守護者之醜陋妖精 斯普利坎」的巨犀巨人

## 现实命名
9M133短號反坦克导弹的北约名为守宝妖精导弹。
1. ↑  水木茂. . 奇幻. 譯者：吳佩俞. 晨星. 2007年10月11日: 74–75. ISBN 9789861771601.
2. ↑  奇幻世界漫遊協會. . 譯者：黃昱翔. 楓樹林. 2016/09/01: 100. ISBN 9789865688523.